# ナサニエル・ナイルズ
ナサニエル・ナイルズ（Nathaniel Niles, 1886年7月5日 - 1932年7月11日）は、アメリカ・マサチューセッツ州ボストン出身の男子テニスおよびフィギュアスケート選手。フルネームは Nathaniel William Niles （ナサニエル・ウィリアム・ナイルズ）という。テニス選手として1900年代から1910年代の全米テニス選手権で活躍し、1908年混合ダブルス優勝・1917年男子シングルス準優勝などの成績を挙げた後、フィギュアスケート選手として1920年アントワープオリンピック・1924年シャモニー・モンブランオリンピック・1928年サンモリッツオリンピックの3度オリンピックに出場した。フィギュアスケートの競技大会ではテレサ・ウェルド（1893年 - 1978年）とペアのパートナーを組んだ。

## 経歴
ナイルズのテニス分野での成績は、1904年全米選手権の男子シングルス・ベスト8までさかのぼることができる。それから1926年までの間、彼はテニスの全米選手権に23年連続出場を続けた。初出場から4年後の1908年、ナイルズは混合ダブルスでエディット・ロッチと組んで優勝した。シングルスでは1911年のベスト8・1913年のベスト4を経て、1917年に決勝へ進出した。アメリカが第1次世界大戦に参戦したことから、この大会は赤十字社の資金集めのためのイベントとして開かれ、出場選手数も例年より少なかった。ナイルズは決勝で左利き選手のリンドレイ・マリーに 7-5, 6-8, 3-6, 3-6 （セットカウント1対3）で敗れ、男子シングルス優勝のチャンスを逃した。マレーに敗れた準優勝の2年後、1919年の男子シングルス2回戦で日本の柏尾誠一郎を 6-1, 6-2, 6-4 で破った記録が残っている。 ナイルズは1926年の1回戦敗退を最後に、23年連続出場を続けた全米テニス選手権から撤退し、以後はフィギュアスケート選手としての活動に専念した。ほぼ10年以上にわたり、彼はテニスとフィギュアスケートを掛け持ちでプレーしたことになる。
1914年から始まった全米フィギュアスケート選手権で、ナイルズはテレサ・ウェルドとのペアで9度優勝（1918年・1920年-1927年まで8連覇）、男子シングル3度優勝（1918年・1925年・1927年）を記録した。オリンピックにおけるフィギュアスケート競技は、1920年のアントワープ五輪まで夏季オリンピックで実施され、ナイルズは男子シングル6位・ペア4位に入った。1924年に第1回冬季オリンピックとしてシャモニー五輪が開かれ、冬季五輪種目としてフィギュアスケート競技も実施された。シャモニー五輪でのナイルズの成績は、男子シングル6位・ペア6位であった。それからサンモリッツ五輪で3度目のオリンピックに出場した時は、ナイルズ42歳・ウェルド35歳を迎えたこともあり、男子シングル15位・ペア9位の最下位に終わった。
1932年の世界フィギュアスケート選手権（カナダ・モントリオール開催）でペア8位に入ってから4か月後、ナイルズは1932年7月11日にマサチューセッツ州ブルックラインにて46歳で急死した。死後の1978年、「世界フィギュアスケート博物館と栄誉の殿堂」の選考により「アメリカフィギュアスケート殿堂」に選ばれた。

## 主な戦績

### テニス
- 全米選手権　1917年男子シングルス準優勝・1908年混合ダブルス優勝　［1904年-1926年まで23年連続出場］

### フィギュアスケート

#### 男子シングル
| 競技大会     | 1914 | 1918 | 1920 | 1921 | 1922 | 1923 | 1924 | 1925 | 1926 | 1927 | 1928 |
| ------------ | ---- | ---- | ---- | ---- | ---- | ---- | ---- | ---- | ---- | ---- | ---- |
| オリンピック |      |      | 6位  |      |      |      | 6位  |      |      |      | 15位 |
| 世界選手権   |      |      |      |      |      |      |      |      |      |      | 10位 |
| 北米選手権   |      |      |      |      |      |      |      | 2位  |      |      |      |
| 全米選手権   | 3位  | 優勝 | 2位  | 2位  | 2位  |      | 2位  | 優勝 | 2位  | 優勝 |      |

#### ペア
（パートナーはすべてテレサ・ウェルド）
| 競技大会     | 1914 | 1918 | 1920 | 1921 | 1922 | 1923 | 1924 | 1925 | 1926 | 1927 | 1928 | 1929 | 1930 | 1932 |
| ------------ | ---- | ---- | ---- | ---- | ---- | ---- | ---- | ---- | ---- | ---- | ---- | ---- | ---- | ---- |
| オリンピック |      |      | 4位  |      |      |      | 6位  |      |      |      | 9位  |      |      |      |
| 世界選手権   |      |      |      |      |      |      |      |      |      |      | 7位  |      | 6位  | 8位  |
| 北米選手権   |      |      |      |      |      | 2位  |      | 優勝 |      | 2位  |      |      |      |      |
| 全米選手権   | 2位  | 優勝 | 優勝 | 優勝 | 優勝 | 優勝 | 優勝 | 優勝 | 優勝 | 優勝 | 2位  | 2位  |      |      |